# Juan Benlloch y Vivó

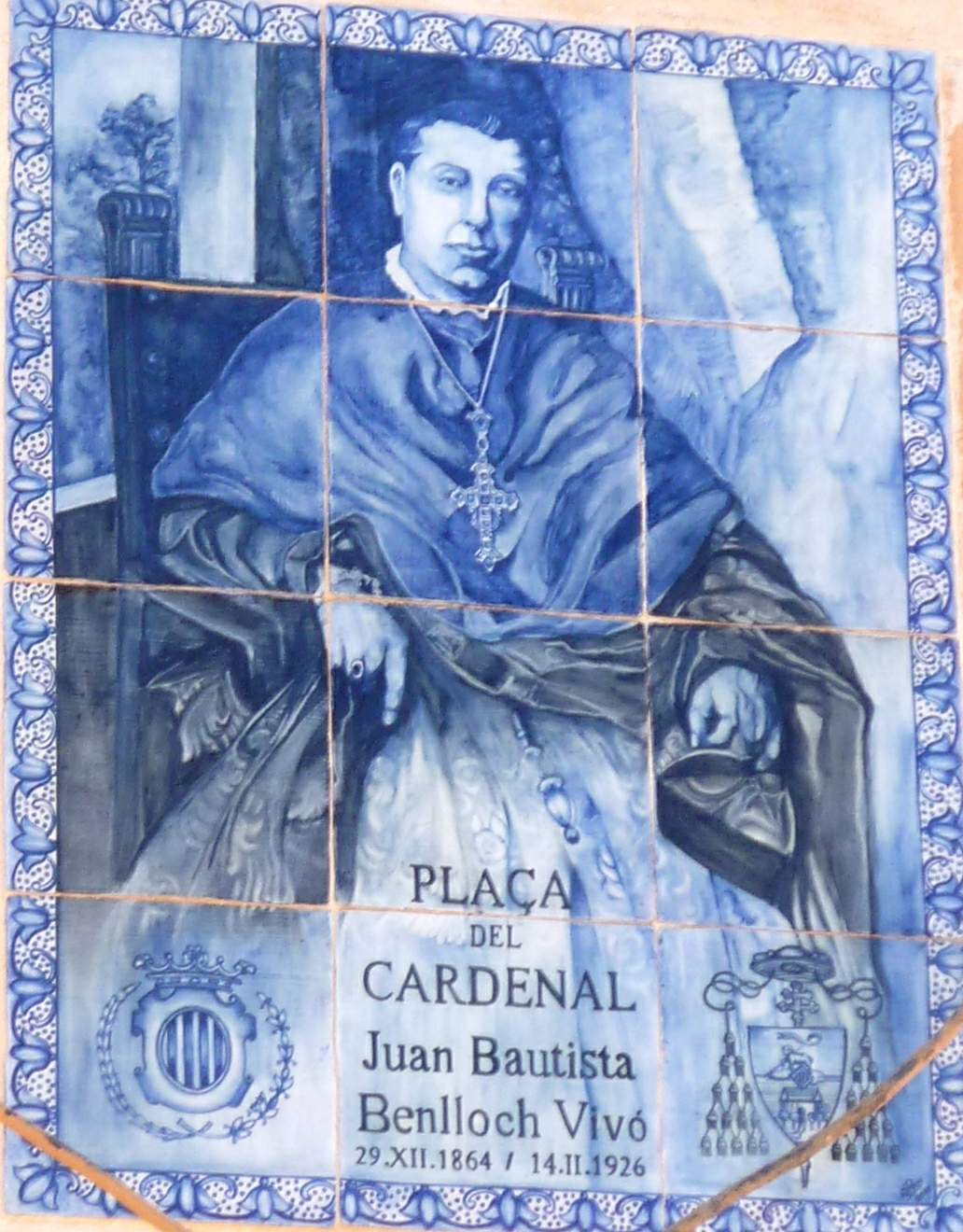
Kardinal Benlloch y Vivó (Kachelbild)

 Juan Bautista Kardinal Benlloch y Vivó  (katalanisch Joan Benlloch i Vivó; * 29. Dezember 1864 in Valencia; † 14. Februar 1926 in Madrid) war ein spanischer Geistlicher und Kardinal. Er war von 1906 bis 1919 Bischof von Urgell und damit Kofürst von Andorra. Zuletzt war er Erzbischof von Burgos.

## Leben
Juan Bautista Benlloch y Vivó schloss seine Studienjahre in Valencia mit Promotionen in Katholischer Theologie und Kanonischem Recht ab. Er empfing am 25. Februar 1888 das Sakrament der Priesterweihe und arbeitete anschließend als Dozent am Priesterseminar von Valencia. Von 1893 bis 1898 betreute er als Seelsorger die Pfarrei einer der wichtigsten Kirchen Valencias, die Iglesia de los Santos Juanes. 
Von 1899 bis 1901 war Benlloch Professor und Generalvikar in der Diözese Segovia. 1901 ernannte ihn Papst Leo XIII. zum Titularbischof von Hermopolis Maior und Apostolischen Administrator von Solsona.

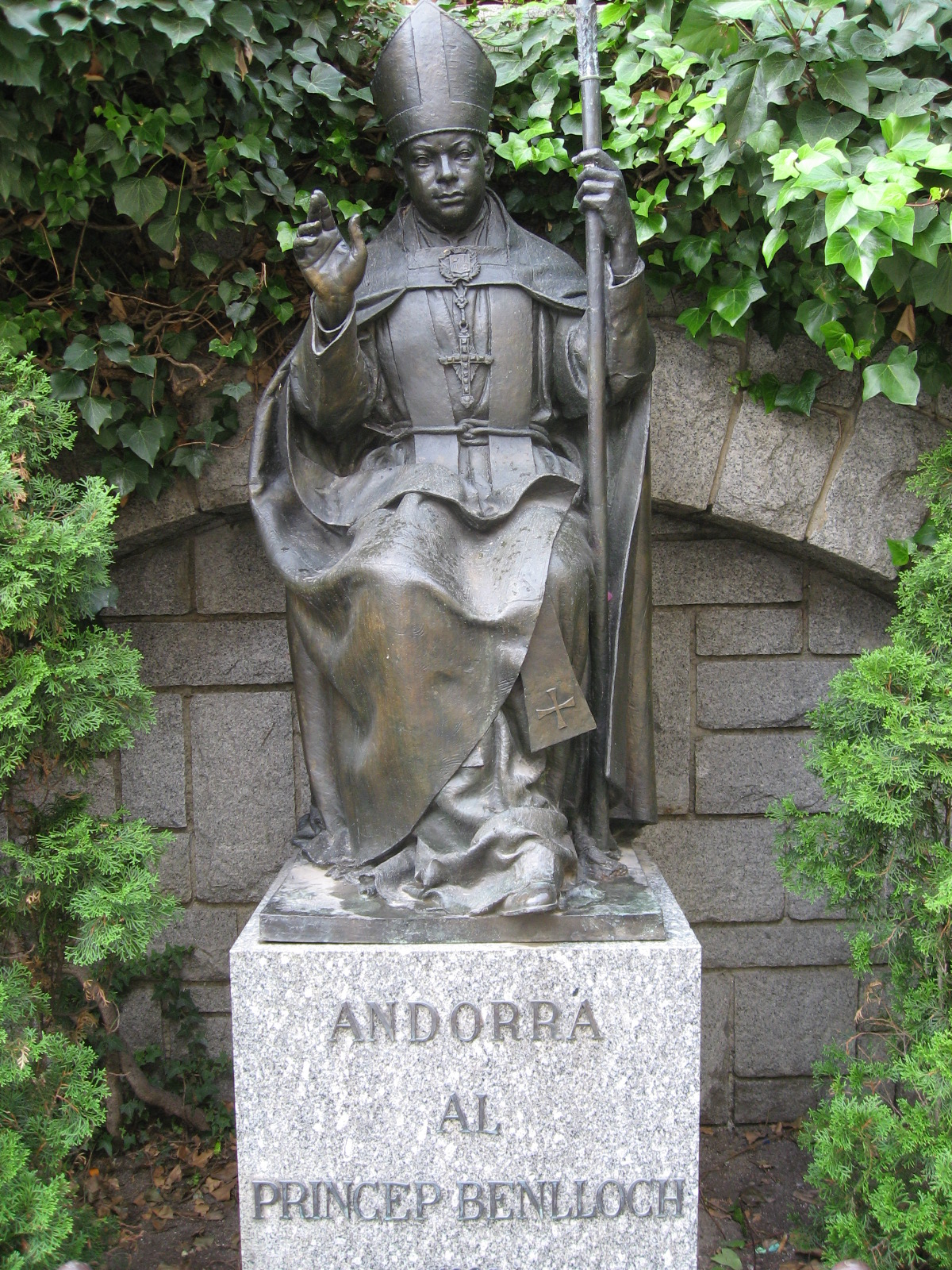
Juan Benlloch y Vivó als Bischof von Urgel und Mitregent von Andorra (Statue in Andorra)

 Papst Pius X. übertrug ihm 1906 die Leitung des Bistums Urgell. Während dieser Zeit schrieb Benlloch die Nationalhymne Andorras, dessen Mitregent er als Bischof von Urgell war. Papst Benedikt XV. ernannte ihn 1919 zum Erzbischof von Burgos und nahm ihn am 7. März 1921 als Kardinalpriester mit der Titelkirche Santa Maria in Aracoeli in das Kardinalskollegium auf. 
Juan Bautista Kardinal Benlloch y Vivó nahm am Konklave des Jahres 1922 teil. Von September 1923 bis Januar 1924 bereiste er als Sondergesandter der Spanischen Regierung die Staaten Lateinamerikas. Er starb am 14. Februar 1926 in Madrid und wurde in der Kathedrale von Burgos bestattet.